# Liga Élite Femenina de hockey línea 2018-19
La temporada 2018-19 de la Liga Élite Femenina de hockey línea  de hockey en línea fue la competición femenina de hockey en línea más importante de España. La temporada 2018-19 la disputaron ocho equipos.

## Equipos participantes
- CPL Valladolid Panteras
- C.E. Barcelona Tsunamis
- HC Rubí Cent Patins
- S.A.B. Tucans Asme
- Tres Cantos Patín Club
- CP Ciutat de Vila-Real
- Espanya Hoquei Club
- CHL Aranda de Duero

## Clasificación

### Fase regular[2]
| Equipos | Equipos                 | Ptos | Bonus | PJ | PG | PE | PP | GF | GC | Gav | PEN |
| ------- | ----------------------- | ---- | ----- | -- | -- | -- | -- | -- | -- | --- | --- |
| 1       | Tres Cantos Patín Club  | 36   | 1     | 14 | 11 | 2  | 1  | 68 | 18 | 50  |     |
| 2       | SAB Tucans ASME         | 34   | 3     | 14 | 9  | 4  | 1  | 56 | 25 | 31  |     |
| 3       | CPL Valladolid Panteras | 27   | 0     | 14 | 9  | 0  | 5  | 55 | 30 | 25  |     |
| 4       | HC Rubí Cent Patins     | 23   | 0     | 14 | 7  | 2  | 5  | 54 | 36 | 18  |     |
| 5       | C.E. Barcelona Tsunamis | 21   | 2     | 14 | 5  | 4  | 5  | 43 | 30 | 13  |     |
| 6       | CP Ciutat de Vila-Real  | 18   | 1     | 14 | 5  | 2  | 7  | 36 | 47 | -11 |     |
| 7       | Espanya Hoquei Club     | 5    | 1     | 14 | 1  | 1  | 12 | 21 | 80 | -59 |     |
| 8       | CHL Aranda de Duero     | 4    | 0     | 14 | 1  | 1  | 12 | 23 | 90 | -67 |     |

### Eliminatoria
|  | Semifinales                             | Semifinales                             | Semifinales                             | Semifinales                             |   |   | Final                                      | Final                                      | Final                                      | Final                                      | Final                                      |  |
|  | 30 de marzo de 2019 y 4 de mayo de 2019 | 30 de marzo de 2019 y 4 de mayo de 2019 | 30 de marzo de 2019 y 4 de mayo de 2019 | 30 de marzo de 2019 y 4 de mayo de 2019 |   |   | 11 de mayo de 2019, 8 y 9 de junio de 2019 | 11 de mayo de 2019, 8 y 9 de junio de 2019 | 11 de mayo de 2019, 8 y 9 de junio de 2019 | 11 de mayo de 2019, 8 y 9 de junio de 2019 | 11 de mayo de 2019, 8 y 9 de junio de 2019 |  |
|  |                                         |                                         |                                         |                                         |   |   |                                            |                                            |                                            |                                            |                                            |  |
|  |                                         |                                         |                                         |                                         |   |   |                                            |                                            |                                            |                                            |                                            |  |
|  | 4                                       | HC Rubí Cent Patins                     | 2                                       | 2                                       |   |   |                                            |                                            |                                            |                                            |                                            |  |
|  | 4                                       | HC Rubí Cent Patins                     | 2                                       | 2                                       |   |   |                                            |                                            |                                            |                                            |                                            |  |
|  | 1                                       | Tres Cantos Patín Club                  | 3                                       | 3                                       |   |   |                                            |                                            |                                            |                                            |                                            |  |
|  | 1                                       | Tres Cantos Patín Club                  | 3                                       | 3                                       |   | 3 | SAB Tucans ASME                            | 1                                          | 0                                          | 1                                          |                                            |  |
|  |                                         |                                         |                                         |                                         |   | 3 | SAB Tucans ASME                            | 1                                          | 0                                          | 1                                          |                                            |  |
|  |                                         |                                         | 1                                       | Tres Cantos Patín Club                  | 0 | 5 | 3                                          |                                            |                                            |                                            |                                            |  |
|  | 2                                       | CPL Valladolid Panteras                 | 1                                       | Tres Cantos Patín Club                  | 0 | 5 | 3                                          | 4                                          | 3                                          |                                            |                                            |  |
|  | 2                                       | CPL Valladolid Panteras                 |                                         |                                         |   |   |                                            | 4                                          | 3                                          |                                            |                                            |  |
|  | 3                                       | SAB Tucans ASME                         | 5                                       | 2                                       |   |   |                                            |                                            |                                            |                                            |                                            |  |
|  | 3                                       | SAB Tucans ASME                         | 5                                       | 2                                       |   |   |                                            |                                            |                                            |                                            |                                            |  |
|  |                                         |                                         |                                         |                                         |   |   |                                            |                                            |                                            |                                            |                                            |  |